# Pelukahan
Pelukahan is een bestuurslaag in het regentschap Kuantan Singingi van de provincie Riau, Indonesië. Pelukahan telt 815 inwoners (volkstelling 2010).